# Фродоин
Фродои́н (кат. Frodoí, исп. Frodoíno; умер после 892) — епископ Барселоны (861—890). Он обнаружил и перезахоронил мощи Евлалии Барселонской, ставшей впоследствии святой покровительницей Барселоны. Был лишён кафедры за поддержку неканонического епископа Уржеля Эсклуа.

## Биография
Фродоин происходил из франкских или германских областей Франкского государства. Предполагается, что он быть приближённым короля Западно-Франкского государства Карла II Лысого, поставленным епископом Барселоны для укрепления франкского влияния в этом регионе. Согласно официальной истории Барселонской епархии, он взошёл на епископскую кафедру в 861 году, став преемником епископа Адаульфа. В первые годы своего управления епархией Фродоин был вынужден бороться за кафедру с неканонически избранным епископом Иоанном, последнее упоминание о котором в исторических источниках относится к 878 году.
Уже в 862 году Фродоин получил от короля Карла II для своей епархии хартию с привилегиями, в которой, в том числе, епископу Барселоны передавалась треть ежегодных доходов от городского рынка. В управлении своим епископством Фродоин одним из главных дел считал искоренение мосарабского (вестготского) церковного обряда, сохранение которого мешало интеграции христианских общин Пиренейского полуострова в единую церковь, находившуюся под контролем королей Западно-франкского государства. В 874 году епископ Барселоны принял участие в государственной ассамблее, собранной Карлом Лысым в Аттиньи. На ней по требованию Фродоина были осуждены знатный гот Мадеш, замешанный в проведении в Барселонской епархии мосарабских богослужений, а также пресвитер Байо, объявивший себя без одобрения Фродоина епископом и попытавшийся восстановить епископство Эгара, прекратившее своё существование после арабского завоевания Пиренейского полуострова. Однако предпринятые Фродоином меры против мосарабского богослужения не принесли значительных результатов и в северо-испанских землях, а также в районах, контролируемых маврами, продолжали оставаться многочисленные христианские общины, не придерживающиеся латинского обряда. Одновременно известно, что Фродоин, в отличие от многих своих современников-епископов, не был антисемитом и не преследовал евреев за их религиозные убеждения. В конце IX века еврейская община Барселоны была одной из наиболее крупных во всём Франкском королевстве.
В 875 году посланцы Фродоина участвовали в поместном соборе в Шалоне и поставили подписи под его канонами. Поддерживая тесные связи с монархами Западно-Франкского королевства, епископ в 877 году получил от Карла II новые привилегии для своего епископства: незадолго до своей смерти король переслал Фродоину с евреем Иудой 10 фунтов серебра для постройки в Барселоне новой церкви и хартию, в которой объявлял себя защитником интересов Барселонской епархии. В августе-сентябре 878 года епископ Барселоны, в числе большой группы графов и епископов, представлявших Испанскую марку, участвовал в соборе в Труа, на котором председательствовал папа римский Иоанн VIII. На этом соборе был осуждён поднявший мятеж против короля граф Бернар Готский, владевший также и Барселонским графством. Его владения были конфискованы и отданы другим владельцам. Новым графом Барселоны был назначен Вифред I Волосатый. Среди церковных канонов, принятых собором, к интересам Фродоина относилось решение, ещё раз осуждавшее последователей мосарабского церковного обряда и вводящее штраф в размере 30 фунтов серебра для прелатов, продолжавших его придерживаться. Здесь же в Труа 9 сентября епископ Фродоин получил дарственную хартию от короля Людовика II Заики, в которой монарх подтвердил всё то, что было даровано Барселонскому епископству его отцом, Карлом II Лысым, прибавил ещё некоторые привилегии (передал епископству несколько земельных наделов и часть доходов от сбора налогов с морского порта) и также объявил себя покровителем Барселонской епархии.
К осени 878 года относится и главное событие правления Фродоина — обретение мощей святой Евлалии Барселонской. По легенде, архиепископу Нарбона Сигебоду было видение, в котором ему было указано, что в расположенной около Барселоны церкви Санта-Мария-де-лас-Аренас (позднее получившей название Санта-Мария-дель-Мар) находятся мощи святой Евлалии, спрятанные во время арабского завоевания Пиренейского полуострова в начале VIII века. Желая сам получить эту святыню, Сигебод прибыл в Барселону, которая входила в возглавляемую им митрополию. Так как точное местоположение мощей было Сигебоду неизвестно, то вместе с епископом Фродоином он три дня искал их, с помощью прихожан перекопал почти всю церковь, но останков святой Евлалии так и не нашёл. Разочарованный архиепископ Сигебод уехал в Нарбон, а Фродоин продолжил поиски, безрезультатно копал ещё три дня, затем ещё восемь дней молился и постился вместе со всеми жителями города, прося Бога даровать им святые мощи, и 23 октября неожиданно обнаружил их в мраморном саркофаге, спрятанном под церковным алтарём. В этот же день состоялось торжественное перенесение мощей Евлалии внутрь города, которое, согласно преданию, сопровождалось многочисленными чудесами. 28 октября было произведено освящение закладного камня нового кафедрального собора Барселоны, куда была помещена новообретённая святыня.
Обретение мощей святой Евлалии — одной из самых почитаемых святых Пиренейского полуострова — привело к росту влияния епископа Барселоны среди других прелатов Испанской марки, что позволило ему восстановить епископство с центром в городе Эгара (современная Тарраса). Однако пограничное положение его епархии накладывало ограничение на деятельность Фродоина: в 885 году из-за прошлогоднего поражения графа Вифреда I Волосатого от мавров епископ не смог покинуть свою епархию и повлиять на избрание нового архиепископа Нарбона, которым стал святой Теодард.
В конце 880-х годов Фродоин вступил в открытую конфронтацию сначала с новым архиепископом Нарбона, а затем и с графом Барселоны. Начало кризису положил священник Эсклуа, который, опираясь на поддержку графа Пальярса и Рибагорсы Рамона I и графов Ампурьяса Суньера II и Делы, без согласия архиепископа Теодарда в 886 году изгнал избранного ранее епископом Уржеля Ингоберта. 17 ноября 887 года Теодард провёл в Порте (около Нима) собор, на котором Эсклуа был осуждён как захватчик уржельской кафедры, но собор епископов Испанской марки, проведённый позднее в этом же году в Уржеле Фродоином, оправдал Эсклуа. В 888 году Эсклуа изгнал и епископа Жироны Сервуса Деи, посвятив вместе с Фродоином и епископом Вика Годмаром новым епископом Эрмериха. Эсклуа также объявил о восстановлении архиепископской кафедры Таррагоны, возложил на себя звание архиепископа и потребовал от Теодарда передать в своё управление все епархии Испанской марки. Одновременно союзники Эсклуа, графы Ампурьяса, заручившиеся поддержкой короля Западно-франкского государства Эда, захватили принадлежавшее Вифреду Волосатому графство Жирона. Однако только в 890 году графу Барселоны и архиепископу Нарбона удалось приступить к совместным действиям против Эсклуа и его союзников: Вифред I изгнал графов Ампурьяса из захваченной ими Жироны, а Теодард собрал в Порте большой собор. В нём приняли участие большинство подчинённых Нарбону епископов, а также епископы из близлежащих к Нарбонскому диоцезу епархий. Собор, на котором ни Эсклуа, ни Фродоин не присутствовали, постановил осудить захват кафедр Уржеля и Жироны и всех лиц, в этом замешенных. Епископ Вика Годмар публично покаялся в своих ошибках и был прощён, а Эсклуа, Фродоин и Эрмерих, как не признавшие свою вину, были лишены своих кафедр. В 892 году на соборе в Уржеле Эсклуа и Эрмерих были вновь осуждены, признали себя виновными и покинули свои епархии. Фродоин сохранил епископское звание, придя в знак своего покаяния на заседание собора в одной рубахе и босиком и вымоля прощение у архиепископа Теодарда, но по решению собора он был вынужден покинуть Барселону, получив в управление восстановленное Эсклуа епископство Пальярс. Однако занять пальярсскую кафедру ему так и не удалось и епископом здесь при поддержке графа Рамона I остался Адульф. Сведения о соборе 892 года — это последние сообщения о Фродоине в современных ему документах.
Официальная история Барселонской епархии считает преемником Фродоина на посту епископа Барселоны Теодориха. Однако первые достоверные сведения о Теодорихе как епископе Барселоны относятся только к 904 году, а в ряде источников между ним и Фродоином упоминаются ещё два епископа: Бернардо (в 893 году) и Вилиран (в 894—895 годах).